# Gerran Howell
Gerran Lyn Howell (Barry, 25 de febrero de 1991) es un actor galés. Es conocido principalmente por interpretar al personaje titular en Young Dracula, una serie de televisión de CBBC que se estrenó inicialmente en 2006, y por su papel como Dennis Whitaker en el drama médico The Pitt, que se estrenó en Max en 2025.

## Biografía
Nació en la localidad galesa de Barry. Estudió en la ATSLI Improvisation Workshop en Cardiff desde una edad temprana, y asistió a la Royal Academy of Dramatic Art (RADA) en Londres, donde se graduó. 

## Trayectoria profesional
Inicialmente apareció en un anuncio televisivo de advertencia sobre los peligros de nadar en los embalses de Gales, y también participó en un cortometraje de Ellis Watts.
En el 2006, fue elegido para el papel principal del joven Vladimir Drácula en la serie Young Drácula (2006-2014). La serie gira en torno a Vlad y a su familia de vampiros tratando de vivir como personas normales en un pequeño pueblo rural de Gales, después de mudarse desde Transilvania. En una encuesta de la revista SFX, el personaje de Vlad ocupó el puesto número 17 de los 50 mejores vampiros. Junto a su compañera de reparto Letty Butler, formó parte del Bake a Difference Appeal, una recaudación de dinero para niños en el programa Blue Peter.
En 2006 y 2012, interpretó los papeles de Niall Andrews y Rory Brothwick en Casualty. En 2011, participó en un episodio del drama The Sparticle Mystery y regresó en la segunda temporada. Además, ha grabado anuncios de radio.

## Filmografía

### Cine
| Año  | Película                            | Personaje               | Ref.  |
| ---- | ----------------------------------- | ----------------------- | ----- |
| 2006 | Crusade in Jeans                    | Baudonin                |       |
| 2014 | Queen & Country                     | Kitto                   |       |
| 2019 | The Song of Names                   | Joven Martin Simmonds   |       |
| 2019 | 1917                                | Soldado Parry           |       |
| 2020 | Willy and the Guardians of the Lake | Willy (voz; versión UK) | [ 4 ] |
| 2022 | Freedom's Path                      | William                 |       |

### Televisión
| Año       | Título                | Personaje                          | Notas                              |
| --------- | --------------------- | ---------------------------------- | ---------------------------------- |
| 2006      | Casualty              | Niall Andrews                      | Episodio: "Blind Spots"            |
| 2006–2014 | Young Dracula         | Vladimir Dracula                   | Rol principal                      |
| 2011–2015 | The Sparticle Mystery | Ernesto                            | Actor recurrente                   |
| 2012      | Casualty              | Rory Brothwick                     | Episodio: "Hero Syndrome"          |
| 2012      | Some Girls            | Ryan                               | 1 episodio                         |
| 2015      | Drifters              | Callum                             | Episodio: "Wedding"                |
| 2017      | Emerald City          | Jack                               | Actor recurrente                   |
| 2017      | Strike Back           | Alexsander                         | Episodio: "Retribution"            |
| 2018      | This Country          | Jacob Seaton                       | Episodio: "The Vicar's Son"        |
| 2018      | Genius                | Karl-Heinz Wiegels                 | Episodio: "Picasso"                |
| 2019      | Catch-22              | Kid Sampson                        | Miniserie                          |
| 2022      | Suspicion             | Leo Newman                         | Miniserie                          |
| 2022      | McDonald & Dodds      | Fulton Harte (alias: Father Luton) | Episodio: "Clouds Across the Moon" |
| 2024      | Ludwig                | DC Simon Evans                     | Actor regular                      |
| 2025      | The Pitt              | Dennis Whitaker                    | Reparto principal                  |
| 2025      | Out There             | Rhys                               | [ 7 ]                              |

### Videojuegos
| Año  | Título                                             | Personaje | Ref.  |
| ---- | -------------------------------------------------- | --------- | ----- |
| 2018 | Déraciné                                           | Herman    | [ 4 ] |
| 2018 | Xenoblade Chronicles 2: Torna – The Golden Country | Milton    | [ 4 ] |
| 2022 | Xenoblade Chronicles 3                             | Joran     | [ 4 ] |